# 스타디오 레나토 달라라
스타디오 레나토 달라라(Stadio Renato Dall'Ara)은 이탈리아의 축구 경기장이다. 볼로냐에 위치해 있으며 이 도시를 근거지로 하는 축구 팀 볼로냐 FC 1909가 사용하고 있다. 1927년 볼로냐 FC의 옛 홈 경기장인 스타디오 스테르리노가 폐장한 이후에 건설된 경기장이다. 1934년 FIFA 월드컵, 1990년 FIFA 월드컵 경기장으로 사용되기도 했다.

## 기록

### 2019년 UEFA U-21 축구 선수권 대회
| 날짜            | 팀 1     | 스코어 | 팀 2     | 라운드 |
| --------------- | -------- | ------ | -------- | ------ |
| 2019년 6월 16일 | 이탈리아 | 3 - 1  | 스페인   | A조    |
| 2019년 6월 19일 | 이탈리아 | 0 - 1  | 폴란드   | A조    |
| 2019년 6월 22일 | 스페인   | 5 - 0  | 폴란드   | A조    |
| 2019년 6월 27일 | 독일     | 4 - 2  | 루마니아 | 준결승 |